# Lago Buir
El lago Buir en mongol: Буйр нуур, Buir Nur), en chino, 貝爾湖), es un lago asiático de agua dulce situado entre Mongolia y China. Cuenta con una superficie aproximada de 610 km² y tiene una longitud de unos 40 km, 20 km de anchura y una profundidad media de 8 m.
Se encuentra en la depresión Nuur Buir. Junto con el lago Hulun (Hulun Nuur o Dalaynor) da nombre a la estepa y la región de Hulun Buir, que integra la homónima ciudad-prefectura.
El lago es rico en peces, generalmente carpa, lucio y lota. Es el lugar más importante de muda del ganso-cisne, una especie que está en la lista Roja de la UICN. Se está trabajando en la creación de una futura reserva transfronteriza que establezca una zona de protección del lago en el territorio de Mongolia, ya que la parte china ya está incluida en la Reserva Dalaynor.